# Linder Peak
Linder Peak är en bergstopp i Antarktis. Den ligger i Västantarktis. Chile gör anspråk på området. Toppen på Linder Peak är 1 514 meter över havet.
Terrängen runt Linder Peak är huvudsakligen kuperad, men åt sydväst är den platt. Trakten är obefolkad. Det finns inga samhällen i närheten.